# Sultan Al-Brake
Sultan Al-Brake (Doha, 7 de abril de 1996) es un futbolista catarí que juega en la demarcación de defensa para el Al-Duhail SC de la Liga de fútbol de Catar.

## Selección nacional
Tras jugar en varias categorías inferiores de la selección, finalmente debutó con la selección de fútbol de Catar el 7 de septiembre de 2018 en un partido amistoso contra China que finalizó con un resultado de 1-0 tras el gol de Almoez Ali.

## Clubes
| Club                                  | País   | Año       | Partidos | Goles |
| ------------------------------------- | ------ | --------- | -------- | ----- |
| Cultural y Deportiva Leonesa (cedido) | España | 2015-2016 | 16       | 0     |
| Al-Wakrah SC                          | Catar  | 2016-2017 | 15       | 0     |
| Al-Duhail SC                          | Catar  | 2017-     | 151      | 4     |